# Calleulype evanescens
Calleulype evanescens là một loài bướm đêm trong họ Geometridae.